# Ussingit
Ussingit ist ein selten vorkommendes Mineral aus der Mineralklasse der „Silikate und Germanate“. Es kristallisiert im triklinen Kristallsystem mit der chemischen Zusammensetzung Na2[OH|AlSi3O8], ist also ein Natrium-Aluminium-Silikat mit zusätzlichen Hydroxidionen. Strukturell gehört es zu den Schichtsilikaten.
Ussingit ist durchsichtig bis durchscheinend und entwickelt nur selten tafelige oder pseudokubische Kristalle. Meist findet er sich in Form feinkörniger bis derber Mineral-Aggregate von weißer, rosa, hellvioletter bis blauvioletter oder rötlichvioletter Farbe bei weißer Strichfarbe.

## Etymologie und Geschichte

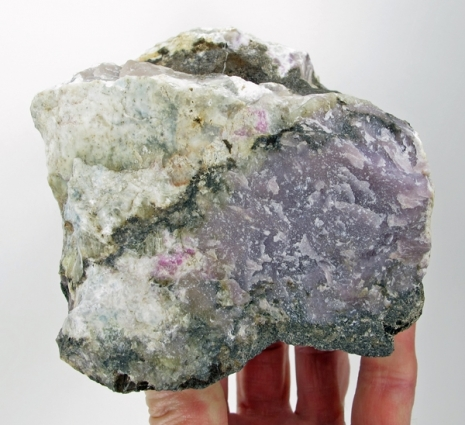
Ussingit (violett) und Sodalith (weiß) aus der Typlokalität Ilimaussaq-Komplex, Narsaq, Grönland (Größe: 12,0 × 11,0 × 7,8 cm)

Erstmals entdeckt wurde Ussingit in der  Ilimaussaq-Intrusion im Kangerdluarssuq-Fjord nahe Narsaq im Südwesten von Grönland und beschrieben 1915 durch Ove Balthasar Bøggild (1872–1956). Er benannte das Mineral nach Niels Viggo Ussing (1864–1911), einem schwedischen Professor der Mineralogie und Mitglied der Königlich Dänischen Akademie der Wissenschaften.

## Klassifikation
In der veralteten 8. Auflage der Mineralsystematik nach Strunz gehörte der Ussingit zur Mineralklasse der „Silikate“ und dort zur Abteilung „Gerüstsilikate (Tektosilikate)“, wo er gemeinsam mit Kenyait, Magadiit und Sarkolith im Anhang zur „Skapolith-Reihe“ mit der Systemnummer VIII/F.09 und den Hauptmitgliedern Marialith und Mejonit steht.
In der zuletzt 2018 überarbeiteten Lapis-Systematik nach Stefan Weiß, die formal auf der alten Systematik von Karl Hugo Strunz in der 8. Auflage basiert, erhielt das Mineral die System- und Mineralnummer VIII/J.14-010. Dies entspricht der Klasse der „Silikate“ und dort der Abteilung „Gerüstsilikate“, wo Ussingit als einziges Mineral eine unbenannte Gruppe mit der Systemnummer VIII/J.14 bildet.
Die von der International Mineralogical Association (IMA) zuletzt 2009 aktualisierte 9. Auflage der Strunz’schen Mineralsystematik ordnet den Ussingit in die Klasse der „Silikate und Germanate“ und dort in die Abteilung „Schichtsilikate (Phyllosilikate)“ ein. Hier ist das Mineral in der Unterabteilung „Übergangsstrukturen zwischen Schichtsilikat und anderen Silikateinheiten“ zu finden, wo es als einziges Mitglied eine unbenannte Gruppe mit der Systemnummer 9.EH.20 bildet.
In der vorwiegend im englischen Sprachraum gebräuchlichen Systematik der Minerale nach Dana hat Ussingit die System- und Mineralnummer 76.03.03.01. Das entspricht der Klasse der „Silikate“ und dort der Abteilung „Gerüstsilikate: Al-Si-Gitter“. Hier findet er sich innerhalb der Unterabteilung „Gerüstsilikate: Al-Si-Gitter mit anderen Be/Al/Si-Gittern“ als einziges Mitglied in einer unbenannten Gruppe mit der Systemnummer 76.03.03.

## Kristallstruktur
Ussingit kristallisiert triklin in der Raumgruppe P1 (Raumgruppen-Nr. 2) mit den Gitterparametern a = 7,256 Å; b = 7,686 Å; c = 8,683 Å; α = 90,75°; β = 99,75° und γ = 122,48° sowie zwei Formeleinheiten pro Elementarzelle.

## Eigenschaften
Ussingit ist löslich in HCl.

## Bildung und Fundorte

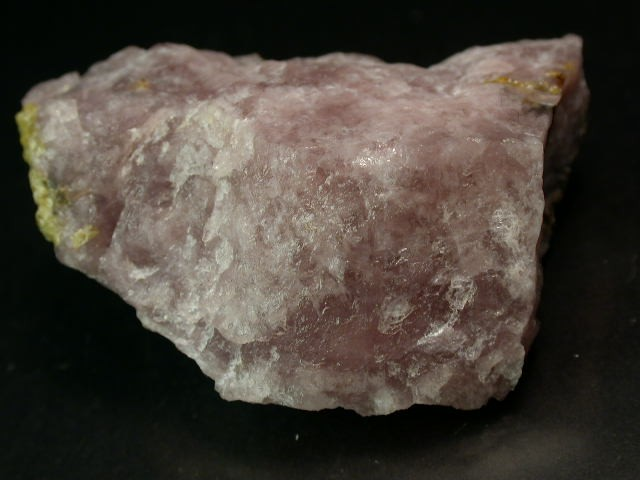
Rosa Ussingit aus dem Ilimaussaq-Komplex, Narsaq, Grönland (4,2 × 2,9 cm)

Als seltene Mineralbildung konnte Ussingit nur an wenigen Fundorten nachgewiesen werden, wobei bisher (Stand 2013) rund 30 Fundorte als bekannt gelten.
An seiner Typlokalität, der Ilimaussaq-Intrusion in Grönland, bildete sich Ussingit als Sekundärmineral in den dortigen Pegmatiten und Sodalith-Syeniten zusammen mit Aegirin, Mikroklin und Natrolith. Im geologisch ähnlichen Fundgebiet Lowosero-Tundra auf der russischen Halbinsel Kola konnte als weitere Paragenese noch Albit nachgewiesen werden. Das Mineral wurde auf der Halbinsel Kola noch am Kukiswumtschorr, am Yukspor und im Wuonnemjok-Flusstal in den Chibinen gefunden.
Am Mont Saint-Hilaire fand sich Ussingit in Sodalith-Xenolithen in intrudierten, alkalischen Gabbro-Syeniten zusammen mit Eudialyt, Griceit, Lovozerit, Lueshit, Natrophosphat und Villiaumit.